# Carme Colomina
Carme Colomina es investigadora principal de CIDOB (Barcelona Centre for International Affairs), profesora asociada del College of Europe en Bélgica y, columnista del periódico Diari Ara. Ha sido corresponsal de Catalunya Ràdio en Bruselas (1997-2001), ha cubierto cumbres internacionales en unos veinte países y la guerra de Afganistán de 2001. Ha trabajado como consultora en varios proyectos de comunicación en el ámbito europeo y euromediterráneo, y fue responsable de cooperación interregional en la Secretaría de Asuntos Exteriores de la Generalidad de Cataluña. Es docente sobre periodismo internacional y comunicación política. Colabora habitualmente en varios medios de comunicación como analista de la actualidad europea. Sus principales áreas de trabajo son la Unión Europea, desinformación y políticas globales.